# Ragnhild Bente Andersen
Ragnhild Bente Andersen (* 31. März 1965) ist eine ehemalige norwegische Orientierungsläuferin.
Andersen gewann bei Orientierungslauf-Weltmeisterschaften jeweils eine Gold- (1987 mit Ragnhild Bratberg, Ellen Sofie Olsvik, Brit Volden) und eine Silbermedaille mit der norwegischen Staffel. In Einzelrennen lief sie viermal unter die besten acht, wobei der fünfte Platz auf der Kurzdistanz 1995 in den Vereinigten Staaten ihr bestes WM-Resultat darstellt. 1993 wurde sie Nordische Meisterin auf der Langdistanz und hinter der Finnin Kirsi Tiira Vizemeisterin auf der Kurzdistanz. Mit der Staffel wurde sie 1988 mit Ragnhild Bratberg, Brit Volden und Anne Line Nydal Nordische Meisterin. Des Weiteren gewann sie mit der Staffel dreimal Silber und zweimal Bronze. 1990 gewann sie die Gesamtwertung des Orientierungslauf-Weltcups.
Ragnhild Bente Andersen lief für den Verein Halden SK, mit dem sie 1986, 1988 und 1990 den Venla-Staffellauf und 2002 die Tiomila gewann. Bei norwegischen Meisterschaften gewann sie vier Einzel- und sechs Staffelmeisterschaften.

## Platzierungen
| Weltmeisterschaften  | Kurz | Lang | Staffel |
| -------------------- | ---- | ---- | ------- |
| 1987 Gérardmer       |      |      | 1.      |
| 1989 Skövde          |      | 6.   | 4.      |
| 1991 Mariánské Lázně |      | 7.   | 2.      |
| 1993 West Point      | 5.   | 8.   | dsq.    |
| 1995 Detmold         | 13.  | 28.  | 6.      |

| Gesamt-Weltcup | Gesamt-Weltcup |
| -------------- | -------------- |
| 1986           | 37.            |
| 1988           | 9.             |
| 1990           | 1.             |
| 1992           | 7.             |
| 1994           | 12.            |
| 1996           | 41.            |
| 1998           | 29.            |